# Ouzouer-le-Doyen
Ouzouer-le-Doyen è un comune francese di 227 abitanti situato nel dipartimento del Loir-et-Cher nella regione del Centro-Valle della Loira.

## Società

### Evoluzione demografica
Abitanti censiti